# OpenJPEG
OpenJPEGは、JPEG 2000形式の画像をエンコード及びデコードするためのフリーかつオープンソースのライブラリである。
2014年4月にリリースされたバージョン2.1.0の時点でJPEG 2000 Part-1に正式に準拠している。
その後、ImageMagick バージョン6.8.8-2でJasPerに代わって採用され、2015年7月にJPEG 2000 Part-1の新たなリファレンスソフトウェアとして承認された。
OpenJPEGは、David Janssensが2001年にルーヴァン・カトリック大学で修士論文として作成したJPEG 2000のグラフィックライブラリであるlibj2kのフォークである。